# Jurm (district)
Jurm est un district de la province de Badakhshan en Afghanistan. Sa population est estimée à 3 000 habitants.